# 송창 (1633년)
송창(宋昌, 1633년 ~ 1706년 7월 5일)은 조선 후기의 문신, 관료이다. 당색으로는 서인이었다. 상계군의 부인 상산군부인 진천 송씨의 고조 할아버지가 된다. 자는 한경(漢卿), 호는 우곡(藕谷), 본관은 진천이다.
1657년(효종 8) 식년 문과에 병과로 급제하여 관직에 나갔고 현종 연간에는 주로 사간원과 사헌부에 재직하였다. 1660년 강원도 도사 재직 중에는 양반 선비들이 자신의 삼연(세가지 인연:본가, 외가, 처가)에 기대어 일처리 하는 것을 규탄하여 폐단을 고쳤다. 이후 승정원 승지, 사간원 사간과 대사간, 승정원 승지, 좌부승지, 우부승지 등을 역임했고 1674년에는 현종이 갑작스럽게 죽자 청나라에 파견되는 숙종의 책봉주청사의 서장관으로 다녀왔다.
1675년 상복 문제를 놓고 남인 윤휴와 서인 김만중이 논쟁할 때 김만중의 편을 들었다가 한때 파직당하기도 했다. 이후 강원도관찰사, 승지, 황해도관찰사, 승정원도승지, 예조참판, 공조판서, 한성부판윤, 우참찬, 공조판서, 좌참찬 등을 역임했다. 전라북도 전주 출신.

## 생애

### 초기 활동
전라도 전주 출신으로, 증조부는 송영진(宋英震)이고, 할아버지는 송흥시(宋興詩)이며, 아버지는 송유전(宋有銓)이고 어머니는 함평이씨로 중추부지사를 지낸 이정(李瀞)의 딸이다. 부인은 능성구씨로 구치중(具致中)의 딸이다. 할아버지 송흥시는 송영구(宋英耉)의 아들인데 송영진의 양자가 되었다.
유학으로 1657년(효종 8) 식년 문과에 병과로 급제, 1658년(효종 9) 세자시강원 설서(世子侍講院說書)가 되었다. 그 뒤 춘추관기사관과 병조좌랑 등을 역임하였으며, 다시 병조 좌랑으로 춘추관 기사관직을 겸하여 효종실록 집필에 참여하였다.

### 관료 생활
1659년(현종 즉위년) 예문관봉교가 되었다가 면직되었는데 1660년 다시 왕명으로 복직하였다. 이듬해 한림으로 있다가 강원도도사(江原道都事)로 나갔으며, 이때 양반 선비들이 자신의 본가, 외가, 처가 등에 인연과 연줄에 기대는 것을 예조에 상주하여 인맥 연줄로 청탁, 임용되는 폐단을 금지시켰다.
1663년 내직으로 돌아와 사간원정언, 사헌부지평 등을 역임했고 이후 사헌부와 사간원에서 주로 활동했다. 1663년 사간원 정언으로 재직 중 그해 7월 잠시 면직되었다가 8월에 복직하였다. 1664년 2월 사헌부장령이 되었다가 그해 3월 사퇴하였다.
1667년 사헌부 장령에 제수되고 1668년 다시 사헌부 장령이 되었다가 사간원헌납이 되었다. 1669년 다시 사헌부 장령이 되었다가 그해 전라도 김제군 군수로 발령되었다. 1672년(현종 11) 세자시강원보덕, 1673년(현종 14) 1월 4일 다시 헌납이 되었다가 1월 26일 사간원 사간이 되었다. 1674년 3월에 사임하였지만 다시 같은 해 7월 사간원 사간에 임명되었다. 1674년 7월말 사헌부집의에 임명되었가 다시 사간원 사간으로 보직이 변경되었다.
1674년 9월 가을 현종이 갑자기 붕어하고 세자가 숙종 즉위하자 후 청나라에 숙종의 즉위를 보고하는 책봉사절이 파견될 때 그는 주청사의 서장관(書狀官)에 임명되어 수행, 연경을 다녀왔다. 1675년 1월 되돌아왔으며, 귀국 직후 현종실록과 현종의 행장을 짓는데 참여하였다. 1675년(숙종 1) 승정원우부승지를 거쳐 승정원승지가 되었다. 그가 승정원승지로 있을 때 상복 문제를 놓고 남인 윤휴와 서인 김만중(金萬重)이 말다툼을 하다가 숙종의 명으로 김만중이 파직당하자, 그는 김만중을 변호하였다. 곧 김만중을 변호한 일로 평안도관찰사 민종도(閔宗道) 등의 탄핵을 받고 그도 파직당하였다.

### 생애 후반
1680년(숙종 6) 다시 승정원승지에 임명되었으며, 1682년 3월 다시 승지에 임명되고, 그해 5월 다시 승지에 임명되었다가 1682년 5월 13일 강원도 관찰사(江原道觀察使)로 발령, 부임해갔다. 1684년(숙종 10) 승지가 되었다가 같은 해 다시 승지가 되었다. 1685년(숙종 11) 다시 승정원승지가 되었다가 같은 달 승정원좌승지가 되었다. 1686년 사간원대사간이 되고 1687년 다시 승지가 되었다.
1689년 황해도 관찰사(黃海道觀察使)로 발령되었으며 1694년 승정원승지가 되었다. 1697년 승정원도승지, 1699년 예조참판을 거쳐 다시 승정원도승지가 되었다. 1702년 1월 효종 때에 한림에 재직했던 일로 의정부우의정 신완(申琓)의 추천을 받고 가자되어 1계급 특진하였다.
1702년(숙종 28) 2월 한성부 판윤이 되었다가 1703년 2월 다시 한성부 판윤에 임명되어 7월까지 재직하였다. 이후 1703년 10월 의정부우참찬, 1704년 공조판서를 역임하였으며, 1706년(숙종 32) 공조판서를 거쳐 의정부좌참찬으로 재직하던 도중 죽었다.

## 가족 관계
- 아버지 : 송유전(宋有佺)
- 어머니 : 함평 이씨, 이정(李瀞)의 딸
  - 형 : 송최(宋最)
  - 동생 : 송엽(宋曅)
  - 동생 : 송성(宋晟, 1648년 ~ 1719년)
- 부인 : 능성 구씨, 구치중(具致中)의 딸, 자녀 없음
  - 양자 : 송수량, 5촌 조카, 사촌형제 송정의 아들, 상계군의 처 상산군부인의 증조부
- 첩 : 반남 박씨, 박정구(朴廷耉)의 서녀
  - 서자 :
  - 서자 :
- 사촌 : 송정(宋晶), 송수량의 생부
- 외할아버지 : 이정(李瀞)
- 장인 : 구치중(具致中)

## 같이 보기
- 송영구
- 상산군부인
- 상계군
- 은언군